# 奶黃包

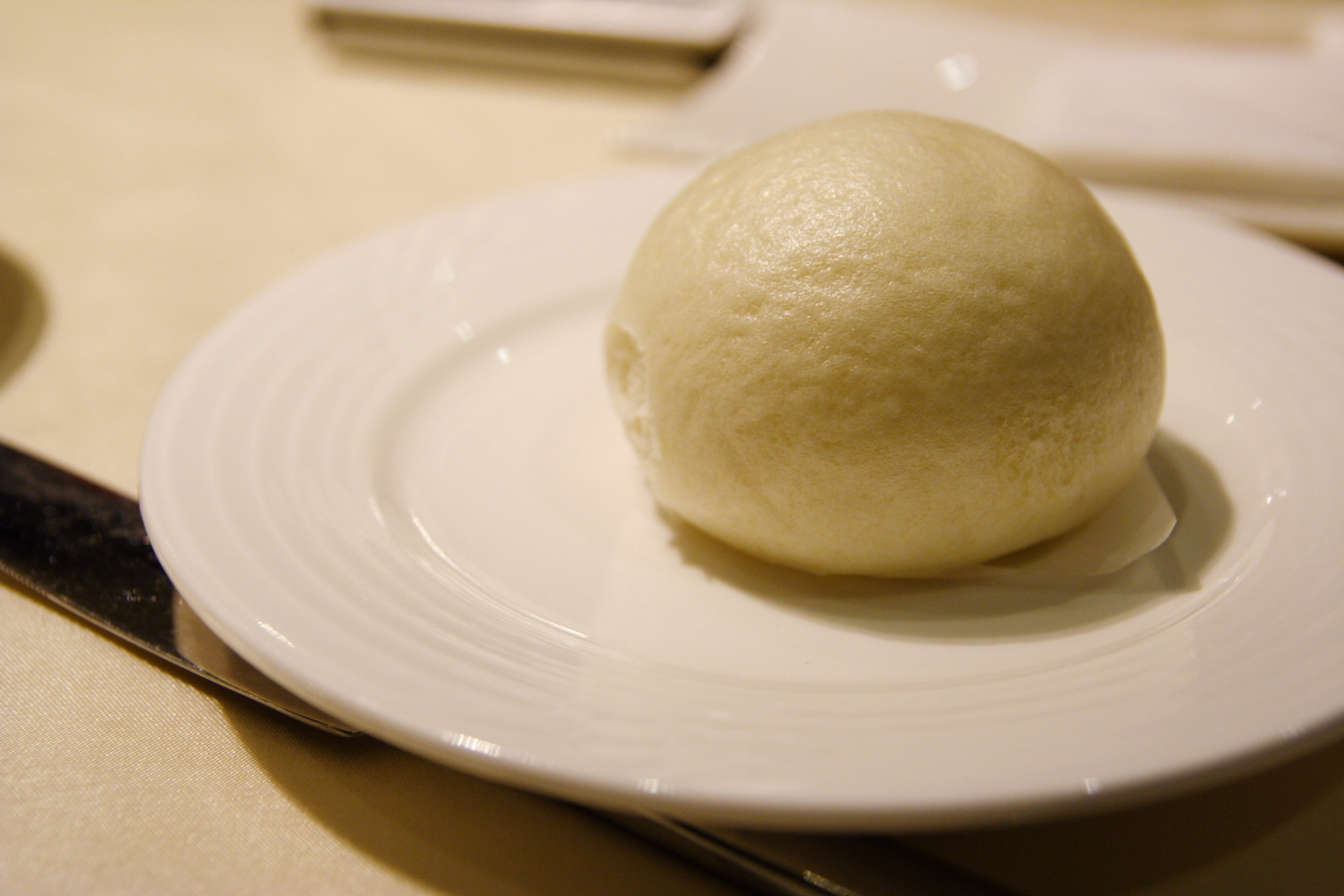
置于盘子上的奶黄包

奶黃包是一種粵式包點，流行於廣東、港澳等地，在香港的酒樓則作為一道點心。最初配方包括有鹹蛋黃，吃起來有一股濃滑的奶香。
由於面世初期並不是每家食肆都知其配方，在各自模仿之下，每家食肆的奶黃包製法都有所不同，如今多數地方的奶黃餡是以奶油、雞蛋、牛奶、糖、麵粉、粟粉及吉士粉等製作。